# Robert Glasper
Robert Andre Glasper nascido em 5 de Abril de 1978 é um pianista, músico e produtor de discos americano. Já foi indicado a sete prêmios Grammy e venceu três Grammys também já venceu um Emmy Award. 
Seu álbum de 2012, Black Radio, ganhou o Grammy Award para Melhor Álbum de R&B no Grammy Awards de 2013. Seu álbum de 2014, Black Radio 2, foi indicado ao Grammy de Melhor Álbum de R&B no 56th Grammy Awards. A música "These Walls", na qual Glasper toca teclado, do álbum To Pimp a Butterfly de Kendrick Lamar ganhou a Melhor Colaboração Rap / Sung no Grammy Awards de 2015. A trilha sonora do filme Miles Ahead, do qual Glasper era produtor, ganhou a Melhor Trilha Sonora no Grammy Awards de 2016. A música "Letter to the Free", escrita com Common para o documentário Ava DuVernay 13, ganhou o Emmy Award de 2017 por Melhor música e letra originais.

## Discografia

### Álbuns de Estúdio
- Mood (2002)
- Canvas (2005)
- In My Element (2007)
- Double-Booked (2009)
- Covered (2014)
- Everything's Beautiful (2016)
- ArtScience (2016)
- Fuck Yo Feelings (2019)

### Robert Glasper Experiment
- Black Radio (2012)
- Black Radio 2 (2013)

### EP's
- Black Radio Recovered: The Remix EP (2012)
- Porter Chops Glasper (2014)

### Trilhas Sonoras
- Miles Ahead (A Vida de Miles Davis) (2015)